# Stentjärnen (Alanäs socken, Jämtland, 711986-148535)
Stentjärnen är en sjö i Strömsunds kommun i Jämtland och ingår i Ångermanälvens huvudavrinningsområde.